# فياندار دي لا فيرا
بِيندَر البيرة (بالإسبانية: Viandar de la Vera)‏، هي بلدية تقع في مقاطعة قصرش والتي تقع في منطقة إكستريمادورا، غرب إسبانيا.
يبلغ عدد سكانها 306 نسمة وفقاً لإحصائية سنة (2002).

## أعلام
- إرنستو فالفيردي